# Wohnhaus Schnoor 30
Das Wohnhaus Schnoor 30 befindet sich in Bremen, Stadtteil Mitte im  Schnoorviertel, Schnoor 30. Es entstand um 1810 und 1945.
Das Gebäude steht seit 1973 in der Wohnhausgruppe Schnoorviertel unter Bremer Denkmalschutz.

## Geschichte
Die ursprüngliche Bevölkerung des Schnoors bestand überwiegend aus Flussfischern und Schiffern. In der Epoche des Klassizismus und des Historismus entstanden von um 1800 bis 1890 die meisten oft kleinen Gebäude. Im weiteren Verlauf wurde es zum Arme-Leute-Viertel, das in weiten Bereichen verfiel – vor allem nach dem Zweiten Weltkrieg.
1959 wurde von der Stadt ein Ortsstatut zum Schutz der erhaltenswerten Bausubstanz beschlossen. Die Häuser wurden dokumentiert und viele seit den 1970er Jahren unter Denkmalschutz gestellt. Ab den 1960er Jahren fanden mit Unterstützung der Stadt Sanierungen, Lückenschließungen und Umbauten im Schnoor statt.
Das zweigeschossige, geputzte, einfache, ursprüngliche Giebelhaus wurde um 1810 in der Epoche des Klassizismus gebaut. Eine Inschrift über dem Eingang in einem Ährenkranz lautet: „Anno 1565 • 1945 W. Erbaut 1945“. Nach der Zerstörung im Zweiten Weltkrieg erfolgte 1945 ein Wiederaufbau in sehr einfacher Form. Hier wohnte u. a. 1860 ein Arbeitsmann und 1904 ein Detaillist (Bezeichnung für einen Kleinhändler oder Höker).

Heute (2018) wird das Haus durch einen Geschenkladen (Fiev Sinn) und zum Wohnen genutzt.
Der niederdeutsche Straßenname Schnoor (Snoor) bedeutet Schnur: Hier stehen die Häuser wie an einer Schnur aufgereiht. Der Name kam aber durch das Schiffshandwerk und der Herstellung von Seilen und Taue (= Schnur).